# ایستگاه سن پاتریک
ایستگاه سن پاتریک (انگلیسی: St. Patrick station) یک ایستگاه متروی زیرزمینی در خط یک یانگ–یونیورسیتی متروی تورنتو است.